# From Here to the Hearse
Albums de Wednesday 13
Fuck It, We'll Do It Live
(2008) Calling All Corpses
(2011)
From Here To The Hearse est une compilation du chanteur de horror punk Wednesday 13, sortie au format vinyle en édition limitée le 13 juillet 2010, via son propre label Wednesday 13, LLC.

## Liste des chansons
1. Gimmie Gimmie Bloodshed (tirée de l'album Skeletons)
2. From Here To The Hearse (tirée de l'album Skeletons)
3. B-Movie Babylon (tirée de l'EP Bloodwork)
4. I Love To Say Fuck (2007) (tirée de l'EP Bloodwork)
5. Suck My Dixie (tirée de l'album Highway To Hangovers de Bourbon Crow)
6. Long Way To The Bottom (tirée de l'album Long Way To The Bottom de Bourbon Crow)
7. 197666 (tirée de l'album live Fuck It, We'll Do It Live)
8. Los Angel-less (tirée de l'album Casualties & Tragedies de Gunfire 76)
9. One More Reason (tirée de l'album Casualties & Tragedies de Gunfire 76)
10. It's A Wonderful Lie (chanson inédite sortie par la suite avec le single Xanaxtasy en téléchargement uniquement)

## Personnel
- Wednesday 13 - Production
- Brent Clawson - Mastering
- James Williams - Photographie
- Marlene Elizabeth - Conception de la pochette